# Лесная шипоклювка
Лесна́я шипоклю́вка (лат. Acanthiza inornata) — вид воробьинообразных птиц из семейства шипоклювковых (Acanthizidae). Подвидов не выделяют. Эндемик Австралии. Площадь распространения около 20 000 км². Несмотря на то, что наблюдается тенденция к снижению численности этого вида, сокращение не является достаточно быстрым, чтобы подходить под критерий уязвимых видов (30-процентное снижение численности популяции за 10 лет), поэтому лесная шипоклювка оценивается как вид, находящийся в наименьшей опасности.